# Tzapullo Tecomate
Tzapullo Tecomate är en ort i Mexiko.   Den ligger i kommunen Chicontepec och delstaten Veracruz, i den sydöstra delen av landet, 200 km nordost om huvudstaden Mexico City. Tzapullo Tecomate ligger 319 meter över havet och antalet invånare är 128.
Terrängen runt Tzapullo Tecomate är kuperad åt sydväst, men åt nordost är den platt. Runt Tzapullo Tecomate är det ganska tätbefolkat, med 65 invånare per kvadratkilometer. Närmaste större samhälle är La Ceiba, 16,0 km sydost om Tzapullo Tecomate. Omgivningarna runt Tzapullo Tecomate är en mosaik av jordbruksmark och naturlig växtlighet.